# Algorithme en place
En informatique, un algorithme en place (ou algorithme sur place, voire algorithme in situ) est un algorithme qui opère directement sur la structure de données d'entrée sans utiliser d'espace mémoire supplémentaire proportionnel à la taille de cette entrée. En d'autres termes, l'entrée est modifiée directement, sans créer de copie distincte de la structure de données qui nécessiterait d'utiliser plus de mémoire. Si une petite quantité de mémoire supplémentaire est utilisée, elle ne doit pas dépendre de la taille de l'entrée et doit être constante.